# Erzbistum Mérida-Badajoz
Das Erzbistum Mérida-Badajoz (lat.: Archidioecesis Emeritensis Augustanus-Pacensis) ist eine Erzdiözese der römisch-katholischen Kirche in der Autonomen Region Extremadura in Spanien mit den Sitzen in Mérida und Badajoz.

## Geschichte
Das älteste überlieferte Dokument, das die Metropolitanprovinz „Emerita Augusta“ erwähnt, ist ein Brief des hl. Cyprian an Klerus und Volk von Emerita Augusta und stammt aus dem 3. Jahrhundert. Das Gebiet der Kirchenprovinz erstreckte sich über weite Teile Portugals bis nach Salamanca und Ávila.
1119, mit der Erhebung des Bistums Santiago de Compostela zum Erzbistum, gingen alle Rechte und Privilegien sowie die Sitze der Suffraganbistümer vom unter muslimischer Herrschaft stehenden Mérida auf die neue Erzdiözese über bis Mérida zurückerobert würde und der erzbischöfliche Sitz wiederhergestellt werden könnte. Zwar konnte die Stadt 1228 der muslimischen Herrschaft wieder entrissen, jedoch der Metropolitansitz nicht wiederhergestellt werden. Stattdessen wurden für Mérida und Badajoz Bischöfe ernannt.
Am 28. Juni 1994 errichtete Papst Johannes Paul II. mit der Apostolischen Konstitution Universae Ecclesiae sustinentes das Erzbistum Mérida-Badajoz und wies ihm die Bistümer Coria-Cáceres und Plasencia als Suffragandiözesen zu.